# Bokang Sello
Bokang Sello (ur. 8 sierpnia 1994 w Teyateyaneng) – sotyjski piłkarz grający na pozycji lewego obrońcy. Od 2023 jest zawodnikiem klubu Botswana Police XI SC.

## Kariera klubowa
Swoją karierę piłkarską Sello rozpoczął w klubie Lioli FC. W sezonie 2010/2011 zadebiutował w jego barwach w pierwszej lidze sotyjskiej. Wraz z Lioli FC wywalczył trzy mistrzostwa Lesotho w sezonach 2012/2013, 2014/2015 i 2015/2016, trzy wicemistrzostwa w sezonach 2013/2014, 2016/2017 i 2017/2018 oraz zdobył Puchar Lesotho w 2015 roku. W 2018 przeszedł do Bantu FC. Dwukrotnie został z nim mistrzem kraju w sezonach 2019/2020 i 2022/2023 oraz wicemistrzem w sezonie 2018/2019. W 2023 roku został zawodnikiem botswańskiego Botswana Police XI SC.

## Kariera reprezentacyjna
W reprezentacji Lesotho Sello zadebiutował 7 marca 2014 w przegranym 0:1 towarzyskim meczu z Eswatini, rozegranym w Maseru.